# Пидотимод
Пидотимод — иммуностимулятор пептидной структуры. Оказывает иммуномодулирующее влияние на антигенпрезентирующие клетки, а также на ключевые звенья врождённого и приобретённого иммунитета.

## Фармакология

### Фармакодинамика
Пидотимод представляет собой 3-L-пироглутамил-L-тиазиолидин-4-карбоновую кислоту. Иммуностимулирующая активность пидотимода направлена на оба иммунных ответа — адаптивный и врождённый иммунитет.
Пидотимод индуцирует созревание и формирование иммунокомпетентных Т и B-лимфоцитов при их недостаточности. Активирует экспрессию HLA-DR и других костимулирующих молекул (CD83 и CD86). Активирует сигнальные пути TLR-7 и TLR-2 в респираторном эпителии, благодаря чему распознаются бактериальные возбудители. Пидотимод способствует высвобождению провоспалительных молекул, стимулирующих пролиферацию и дифференцировку Т-клеток в направлении фенотипа Th1, усиливает функции естественных киллеров (NK), что способно улучшать реакцию на воспалительные стимулы, действующие на различные иммунологические пути, и способствует фагоцитозу. Кроме того, пидотимод стимулирует макрофаги, которые играют важную роль в борьбе с вирусами.
Пидотимод способен повышать уровень слюнного иммуноглобулина IgA, защищающего слизистые оболочки ротовой полости. Он модулирует функции эпителиальных клеток дыхательных путей, повышая экспрессию толл-подобных рецепторов и воздействуя на молекулы адгезии.
Он эффективен как в острой фазе заболевания и период реконвалесценции, так и между рецидивами заболеваний. Отсутствие лекарственного взаимодействия позволяет принимать пидотимод в составе комплексной терапии с антибиотиками, жаропонижающими и другими препаратами. При этом высокий профиль безопасности пидотимода сопоставим с частотой развития нежелательных явлений на фоне приёма плацебо.

### Фармакокинетика
Пидотимод обладает высокой биодоступностью при пероральном использовании: поступает в плазму крови через 1,5 часа после приёма, биодоступность составляет 43-45 % независимо от дозы. Работает как в лечении острых фазах инфекций дыхательных и мочевыводящих путей, так и для их профилактики. Скорость и степень всасывания пидотимода снижаются при употреблении с пищей. Метаболизм в печени минимален, он выводится почками в неизменённом виде.

## Клинические исследования
С 1995 года было проведено более 60 международных клинических исследований пидотимода, препарат входит в официальный список иммуномодуляторов ВОЗ.
Эффективность пидотимода определяет его положительную клиническую результативность как при профилактическом применении, так и при лечении ОРИ, особенно у детей. Исследование 416 часто болеющих детей в возрасте от 3 до 14 лет продемонстрировали, что его использование позволило снизить заболеваемость ОРИ.
Метаанализ 29 рандомизированных контролируемых испытаний с участием 4344 детей показывает, что лечение пидотимодом привело уменьшению продолжительности кашля и лихорадки. Число пациентов, принимавших антибиотики, в группе лечения также уменьшилось.
В двойном слепом плацебо-контролируемом исследовании было показано, что включение пидотимода в комплексную терапию детей с рецидивирующими инфекциями мочевой системы приводит к уменьшению длительности заболевания и тяжести рецидивов. Уменьшение клинических симптомов воспаления в группе, получавшей пидотимод, сопровождалось улучшением иммунологических показателей — увеличением % фагоцитоза и возрастанием хемотаксиса нейтрофилов. В группе, получавшей пидотимод, отмечено уменьшение рецидивов инфекции на 69 %. Аналогичные данные были получены в отечественных исследованиях эффективности пидотимода в лечении и профилактике рецидивов хронической инфекции верхних мочевых путей у детей.
В лабораторных показателях крови было зафиксировано снижение уровня провоспалительных цитокинов (IL-6,8) и нормализация гранулоцитарно-макрофагального колониестимулирующего фактора, что косвенно свидетельствует об уменьшении активности воспалительного процесса в паренхиме почек. За счёт использования пидотимода удалось обеспечить стимуляцию клеточного иммунитета — отмечено достоверное снижение содержания IL-10 с тенденцией к повышению ИФН ϒ, значительное нарастание соотношения ИФН ϒ/IL-10.
Анализ лабораторных показателей иммунного ответа на локальном уровне на фоне применения пидотимода в клинической практике зафиксировал снижение уровня провоспалительного IL-17 в моче в 3 раза, а уровень секреторного иммуноглобулина А (sIgA) в моче повысился в 16,9 раза.
В исследованиях молекула улучшала реакцию на воспалительные стимулы, действующие на различные иммунологические пути у групп всех возрастов. Исследования на животных и людях также показывают, что пидотимод оказывает иммуномодулирующее действие как на врождённый, так и на адаптивный иммунитет. В частности, было показано, что пидотимод оказывает иммуностимулирующее действие, особенно в случаях недостаточности иммунной системы, а также при её функционировании на физиологическом уровне.